# Garaballa
Garaballa là một đô thị trong tỉnh Cuenca, cộng đồng tự trị Castile-La Mancha Tây Ban Nha. Đô thị này có diện tích là 71,88 km², dân số năm 2009 là 117 người với mật độ 1,63 người/km². Đô thị này có cự ly km so với tỉnh lỵ Cuenca.